# Медресе Дор ул-Жузжония
Медресе Дор ул-Жузжония (узб. Dor ul-Juzjoniya madrasasi) — памятник архитектуры, построенный в IX веке в городе Самарканде, современный Узбекистан. Медресе построено под руководством Абу Бакра ал-Жузжония.

## История
Медресе Дор ул-Жузжония – это высшее учебное заведение было одним из крупных центров науки в Самарканде в X—XII веках. 
Медресе было основано в IX веке. Абул Фатх Салих был учителем и имамом в этом медресе. Он обучал студентов правописанию и юриспруденции.
В медресе также учился Абу Мансур Мотуруди. Основанное им учение позже распространилось по всему исламскому миру и стало одной из двух крупнейших суннитских школ. 
Произведение Абу Хафса ан-Насафи «Китаб аль-Канд» является важным и ценным источником, отражающим духовную среду Самарканда, в том числе развитие хадисоведения в 8-12 веках. В «Китаб аль-Канде» название этого учебного заведения упоминается в 18 местах. Все учёные, имена которых фигурируют в этом труде и которые имеют отношение к деятельности «Дор ул-Южония», вероятно, жили в XI—XII веках. Первые сведения о «Дор ул-Южонии» отражены в этом источнике. Помимо «Дор ул-Жузжония», являвшегося одним из центров хадисоведения, в Самарканде существовало и одноимённое кладбище.
По мнению исследователя Дурбека Рахимджонова, медресе было одним из центров мутакаллимов, где работали мухадди в XI—XII веках. В медресе проводились занятия по толкованию хадисам и литературе. Халифы помогали нескольким мударри в преподавании в медресе «Дар ул-Южония». Среди них халифами в медресе работали известный правовед Хамза Ибн Али, писатель Абу Мухаммад Абдуджалил аль-Язухкати ас-Саккак и ряд других ученых. Медресе «Дор ул-Южония» управлялось на основе положений, указанных в учредительном документе того времени, и мударри также назначались на этом основании.